# Borbély Imre
Borbély Imre (Temesvár, 1948. szeptember 23. – 2017. január 29.) erdélyi vegyészmérnök, politikus, politikai elemző.

## Életpályája
1973-ban a temesvári műszaki egyetem vegyészmérnöki karán végzett. Utána két évig a temesvári textilvállalat munkatársa. 1975–1990 a Solventul vállalat tudományos kutatója. 1989 decemberében részt vett a temesvári népfelkelésen.    
1990-ben egyik értelmi szerzője volt a Temesvári Kiáltványnak, különösen a kiáltvány 8. pontjának, amely három törvényhozási ciklusra eltiltotta volna a kommunista nomenklatúra és a politikai rendőrség volt tagjait a közéleti  szerepvállalástól. Ez a kiáltvány meghatározó dokumentuma a romániai kommunistaellenes mozgalomnak.
Az 1989-es rendszerváltozás után az Romániai Magyar Demokrata Szövetség (RMDSZ) politikusa lett.  
1990 és 1993 között az RMDSZ elnökségi tagja, 1992 és 1996 között a szövetség parlamenti képviselője volt. Első volt, aki magyarul szólalt fel a román parlamentben. Szorgalmazta a magyarság romániai társnemzeti státusát és Románia föderalizálását. 1992-ben értelmi szerzője volt a Kolozsvári Nyilatkozatnak, amely először emelte be az RMDSZ programjába a magyar autonómiatörekvéseket.
1996-tól a Magyarok Világszövetsége (MVSZ) nemzetstratégiai bizottságának a koordinátora, majd elnöke, később a szövetség régióelnöke volt. 1996-ban tanulmányban fogalmazta meg a magyar nemzet határok feletti egyesítésének a gondolatát. 

## Könyvei
Könyveit fia, Borbély Zsolt Attila rendezte sajtó alá.
- Harc a nemzet érdekében, Kárpátia Stúdió Kiadó, 2017
- Őr és Úr, 2018
- Magyar nemzetegyesítés, 2018